# Hyloxalus pulchellus
Hyloxalus pulchellus е вид земноводно от семейство Дърволази (Dendrobatidae). Видът е световно застрашен, със статут Уязвим.

## Разпространение
Разпространен е в Еквадор и Колумбия.